# Akkerendam Nature Reserve
Das Akkerendam Nature Reserve ist ein Naturschutzgebiet in Südafrika.

## Geographie
Es liegt etwa 3 Kilometer nördlich der Stadt Calvinia, Gemeinde Hantam, im Distrikt Nordkap. Das Naturschutzgebiet ist 2750 ha groß und liegt auf 1000 m Höhe. Es wurde am 12. September 1962 gegründet und wird von der Gemeinde Hantam betrieben.

## Fauna und Flora

### Fauna
Es ist ein ausgewiesenes Vogelschutzgebiet mit ca. 65 verschiedenen Arten, darunter:
- Zimtbrustsänger (Euryptila subcinnamomea)
- Kaoolerche (Certhilauda albescens)
- Zwergadler (Hieraaetus pennatus)
- Kapweihe (Circus maurus)
- Alariogirlitz (Serinus alario)
- Malachit-Nektarvogel (Nectarinia famosa)
- Layard Meisensänger (Parisoma layardi)
- Elfensänger (Stenostira scita)[1]

Die Fauna des Naturschutzgebietes enthält neben den Vögeln und kleineren Säugetieren verschiedene Antilopenarten und Reptilien wie die Dickfingergeckoart Pachydactylus labialis.

### Flora
Zur schützenswerten Flora zählen:

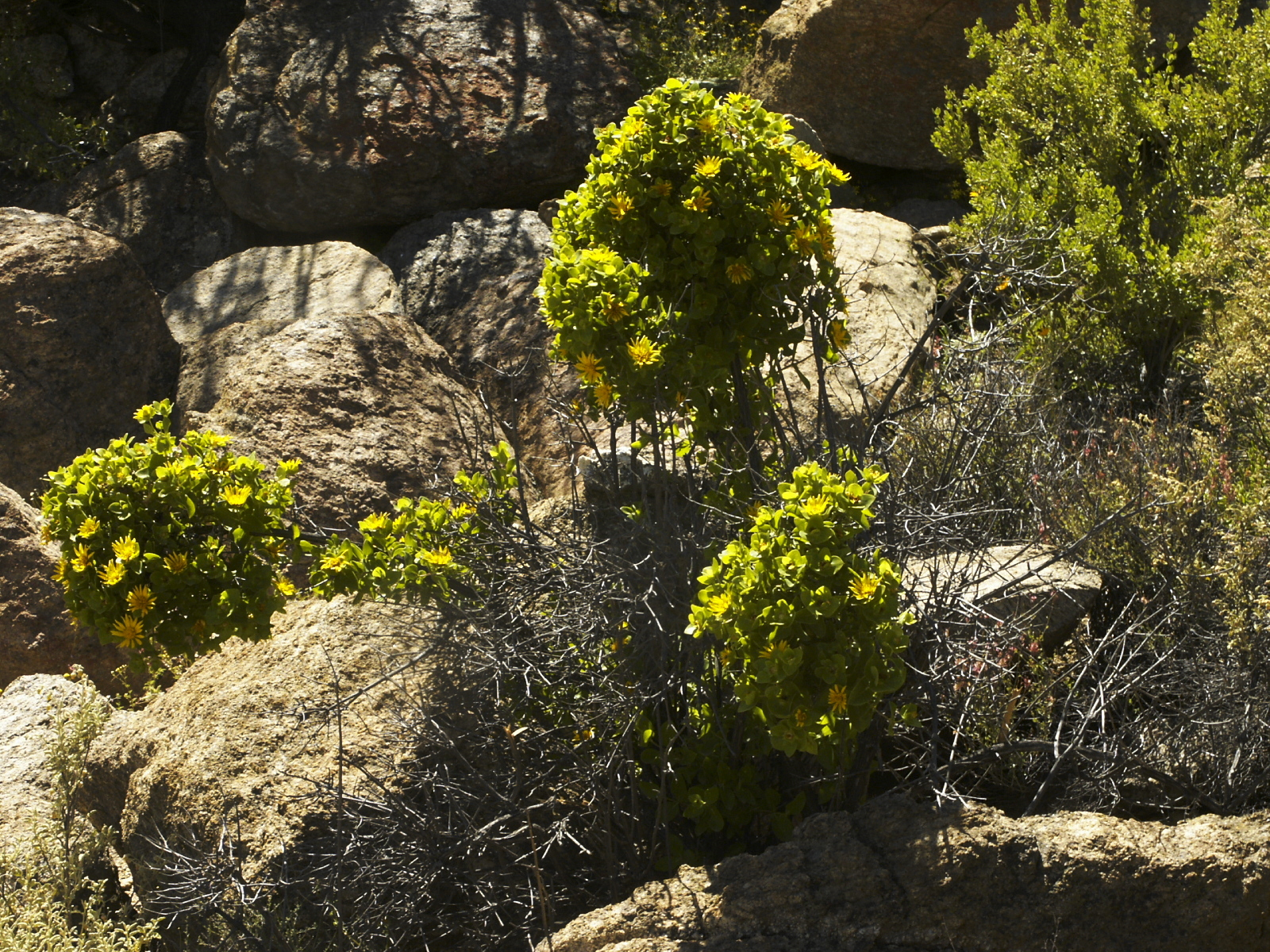
Didelta spinosa

- Cliffortia arborea (auf der Roten Liste der IUCN)
- Conophytum swanepoelianum
- Bulbine latifolia,
- Schwertlilien (Homeria miniata)
- Kapastern (Felicia brevifolia)
- Korbblütler (Ursinia cakilefolia)
- Haworthia tessellata
- Berkheya fruticosa
- Didelta spinosa
- Braunwurzgewächse (Colpias mollis)

## Tourismus
Zwei Wanderwege durchqueren das Naturschutzgebiet. Der Karebook Trail, der am Fuß der Hantamberge verläuft, ist ein kurzer Weg von 3 Kilometern Länge; der Steerboom Trail ist deutlich länger und dauert 7 Stunden.